# Maurice Cury
Maurice Cury, né le 25 juin 1932,, est un écrivain, poète, dramaturge et scénariste français.

## Œuvres

### Romans
- Jojo de Bagnelet, Denoël, 1960.
- Sur la route de Salina, Denoël, 1962.
- Une chaise dans les champs, Albin Michel, 1965.
- La Parade sauvage, Denoël, 1969.
- De Gaulle est mort, éd. de l'Athanor, 1975.
- La Femme de neige, éd. P. Mari, 1979.
- La Femme prétexte, Denoël, 1981.
- Meurtre en Moselle, éd. Caractères, 1988.
- Les Neiges du boulevard Davout, éd. Mots d'homme, 1988.
- La Quête du vent, éd. Le Nouvel Athanor, 1994.
- Les Orgues de Flandre, E.C. éditions, 1997.
- L'Écrivain de paille, éd. Caractères, 1998.
- Ad patres ou mort d'un ministre, E.C. éditions, 2001.
- Le Cimetière du Nord, E.C. éditions, 2004.
- Le Joueur de dominos assis sur un tapis persan, E.C. éditions, 2006.
- La Plage blanche, E.C. éditions, 2007.
- Château Thanatos, E.C. éditions, 2008.
- Le Gilet jaune de Jules Berry, Le Temps des cerises, 2008.

### Nouvelles
- Zones de turbulence, éd. du Soleil natal, 1994.
- L'Empereur des rats, E.C. éditions, 1996.
- L'Eternel féminin, E.C. éditions, 1998.

### Poésie
- La Forêt, éd. P.-J. Oswald, 1965.
- Les Chevaux et les jardins, éd. P.-J. Oswald, 1967.
- Royaume, éd. P.-J. Oswald, 1968.
- Partie de chasse en l'honneur de Charles Quint au château de Torgau, éd. P.-J. Oswald, 1976.
- Disparition des brouillards matinaux, éd. Caractères, 1983.
- Le Sable sert à mesure le temps, éd. Arcam, 1987.
- Tirant d'eau au franc abord, éd. Arcam, 1990.
- Les Pumas, éd. Caractères, 1991.
- La Jungle et le désert, E.C. éditions, 1998.
- Les Forêts sont à l'intérieur, E.C. éditions, 2001.
- Poésie complètes, éd. Le Nouvel Athanor, 2002.
- Passantes, passage, éd. D'ici et d'ailleurs, 2007.

### Théâtre
- Le Massacre des milliardaires, éd. Caractères, 1985.
- Trois voyageurs, E.C. éditions, 1997.
- Théâtre radiophonique, E.C. éditions, 2004.

### Essais
- Éloge de la paresse, E.C. éditions, 1992.
- Le Libéralisme totalitaire, E.C. éditions, 1995.
- Littérature et prêt-à-porter, E.C. éditions, 1995.
- La Mort de Sardanapale, E.C. éditions, 1996.
- Visite à Antoine Duhamel, éd. Caractères, 1999.
- Visite à Victor Haïm, éd. Caractères, 2005.

### Scénarios
- 1966 : Espions à l'affût de Max Pécas
- 1967 : Ballade pour un chien
- 1969 : L'Hiver
- 1970 : La Route de Salina de Georges Lautner (adaptation de son roman par Pascal Jardin)
- 1981 : Le Rembrandt de Verrières
- 1982 : On n'est pas sorti de l'auberge

### Collectifs
- Le Livre noir du capitalisme, Le Temps des cerises, 1997.
- Irak : guerre, embargo, mensonges et vidéo, Le Temps des cerises, 1999.
- Les Crimes de la Maison Blanche, Le Temps des cerises, 2003.
- Vivre au Soudan aujourd'hui, Ed. Temps des cerises, 2005, avec L'Appel franco-arabe  (ISBN 9782841095759)
- Le chemin de Damas : l'avenir d'un peuple, Ed. Temps des cerises, 2007, avec L'Appel franco-arabe  (ISBN 9782841096640).
- La guerre capitaliste, et autres articles, E.C. éditions, 2008.
- La Barbarie sans visage, Le Temps des cerises, 2009.
- L'Uniformité culturelle, Le Temps des cerises, 2011.